# Pograničnyj rajon
Il Pograničnyj rajon (in russo Пограни́чный райо́н?) è un rajon (distretto) del Territorio del Litorale, nell'estremo oriente russo; il capoluogo è l'insediamento di tipo urbano di Pograničnyj.
Il suo territorio si estende al confine con la Cina, a breve distanza dalle coste del lago Chanka. La popolazione è scarsa (densità media intorno ai 7 ab./km²) ed è concentrata per quasi metà nel capoluogo.